# Roger Dumas
Roger Dumas (Annonay, 9 maggio 1932 – Parigi, 12 luglio 2016) è stato un attore francese.

## Biografia
Roger Adrien Dumas ha lasciato una ricca filmografia, dilettandosi in commedie (I tre affari del signor Duval, I visitatori 2 - Ritorno al passato...), thriller (Volto segreto...) e drammi (Les Destinées sentimentales, Le Premier Jour du reste de ta vie, Il concerto...). Per la sua interpretazione nel film Mio figlio (1959), ricevette il Prix Suzanne Bianchetti, unico interprete maschile ad aver mai ottenuto tale riconoscimento. Nel 2006 vinse un Molière per la sua interpretazione in Moins Deux. Dumas morì il 2 luglio 2016 all'ospedale Saint-Antoine di Parigi, all'età di 84 anni. I suoi funerali si svolsero il 7 luglio 2016 nella Chiesa di San Rocco a Parigi, alla presenza di molte personalità del mondo della canzone, del teatro e del cinema. Fu poi cremato nel crematorio del cimitero di Père-Lachaise.

## Filmografia parziale

### Cinema
- Frutti selvaggi (Les fruites sauvages), regia di Hervé Bromberger (1953)
- Prima del diluvio (Avant le déluge), regia di André Cayatte (1953)
- Les Premiers Outrages, regia di Jean Gourguet (1955)
- Pardonnez nos offenses, regia di Robert Hossein (1956)
- La sposa troppo bella (La mariée est trop belle), regia di Pierre Gaspard-Huit (1956)
- S.O.S. Lutezia (Si tous les gars du monde), regia di Christian-Jaque (1956)
- Il ritorno di Arsenio Lupin (Signé Arsène Lupin), regia di Yves Robert (1956)
- Mio figlio (Rue des prairies), regia di Denys de La Patellière (1959)
- I tre affari del signor Duval (Pouic-Pouic), regia di Jean Girault (1963)
- L'uomo di Rio (L'homme de Rio), regia di Philippe de Broca (1963)
- La tigre ama la carne fresca (Le Tigre aime la chair fraîche), regia di Claude Chabrol (1964)
- La fortuna del guerriero, episodio di L'amore e la chance (La Chance et l'amour), regia di Claude Berri (1964)
- La tigre profumata alla dinamite (Le tigre se parfume à la dynamite), regia di Claude Chabrol (1965)
- Caroline chérie, regia di Denys de La Patellière (1967)
- La Balançoire à minouches, regia di Jean-Louis van Belle (1973)
- La Rage au poing, regia di Éric Le Hung (1975)
- Le Faux-cul, regia di Roger Hanin (1975)
- Disavventure di un commissario di polizia (Tendre Poulet), regia di Philippe de Broca (1977)
- Professione: poliziotto (Le marginal), regia di Jacques Deray (1983)
- Fort Saganne, regia di Alain Corneau (1983)
- L'Amour en douce, regia di Édouard Molinaro (1984)
- La Femme publique, regia di Andrzej Żuławski (1984)
- Le Débutant, regia di Daniel Janneau (1986)
- Top managers (Association de malfaiteurs), regia di Claude Zidi (1986)
- Chouans!, regia di Philippe de Broca (1987)
- Volto segreto (Masques), regia di Claude Chabrol (1987)

### Televisione
- La Très excellente et divertissante histoire de François Rabelais, regia di Hervé Baslé - film TV (2011)
- Chez Maupassant, regia di Gérard Jourd'hui - film TV (2011)
- Le Bonheur des Dupré, regia di Bruno Chiche - film TV (2012)
- Les Vieux Calibres, regia di Marcel Bluwal - film TV (2013)
- Le Clan des Lanzac, regia di Josée Dayan - film TV (2013)